# Der Mittler
Der Mittler (OT: The Go-Between) ist ein britischer Spielfilm aus dem Jahr 1971. Der Film basiert auf dem 1953 erschienenen Roman The Go-Between (dt. auch: Der Zoll des Glücks oder Ein Sommer in Brandham Hall) von L. P. Hartley. Das Drehbuch schrieb Harold Pinter.

## Handlung
Anfang des 20. Jahrhunderts in England. Der 12-jährige Leo Colston verbringt seine Sommerferien bei der Familie seines Schulfreundes Marcus Maudsley. Diese ist sehr wohlhabend und besitzt ein prächtiges Schloss in Norfolk. Leo ist verliebt in Marcus’ ältere Schwester Marian, die sich sehr um ihn kümmert. Als einige der Hausbewohner und Gäste an einem See schwimmen gehen, begegnet Leo erstmals Ted Burgess, der eine benachbarte Farm betreibt, indes sozial und gesellschaftlich weit unter den Maudsleys steht.
Als Marcus krank wird, streunt Leo allein in der Gegend herum. Dabei passiert ihm ein kleiner Unfall. Ted Burgess findet und verarztet ihn. Dabei bittet er Leo, der schönen Marian eine Nachricht zu überbringen. Später bittet wiederum Marian Leo darum, Ted eine Nachricht auszuhändigen. Und so wird der Junge zum Mittler zwischen den beiden. Anfangs ahnt Leo, der wenig über Sexualität weiß, nichts über den Inhalt der Briefe. Als er jedoch herausfindet, dass es sich um Liebesbriefe handelt, und parallel Marians von der Familie erwünschte Verlobung mit dem adeligen Hugh Trimingham in Planung ist, plagen den Jungen zunehmend Gewissensbisse. Die beiden Liebenden üben sozialen Druck aus und machen Versprechungen, damit Leo die Briefe weiter austrägt.
Als Marians Mutter von dem Briefwechsel Wind bekommt, entwirft Marian zunächst eine Lügengeschichte: die Briefe wären für die im Dorf lebende, alte Nanny der Familie bestimmt. Die Mutter fragt auch Leo aus, der ihr kaum überzeugende Antworten liefern kann. An dem 13. Geburtstag von Leo herrscht ein schweres Gewitter. Als eine Kutsche zur Nanny geschickt wird, um Marian abzuholen, ist diese nicht da. Die Lügengeschichte fliegt auf, und Mrs. Maudsley zwingt Leo, sie zu begleiten. In einem alten Gärtnerhaus angekommen, finden sie Marian und Ted vor, als diese gerade Sex miteinander haben. Ted nimmt sich wenige Stunden nach der Aufdeckung das Leben.
In den 1950er-Jahren sind Leo und Marian alte Leute. Als sie sich nach einem halben Jahrhundert wiedertreffen, hat Marian erneut eine Bitte an Leo. Er möge ihren Enkel besuchen und ihm die Geschichte von damals erzählen. Marians Enkel hat eine verblüffende Ähnlichkeit mit Ted Burgess und es stellt sich heraus, dass Marian damals von Ted schwanger war. Die Heirat zwischen Marian und Trimingham fand trotzdem statt. Marian hofft, dass Leos Bericht ihren Enkel gnädiger stimmt, der aufgrund der Gerüchte um seine Großmutter auf Distanz zu ihr ist.

## Hintergrund
Der Mittler ist nach Der Diener (1963) und Accident – Zwischenfall in Oxford (1967) die dritte und letzte Zusammenarbeit zwischen Regisseur Joseph Losey und dem Dramatiker Harold Pinter. Die Romanvorlage von L. P. Hartley stammt aus dem Jahr 1953, wobei der Film sich dicht an diesem orientiert.

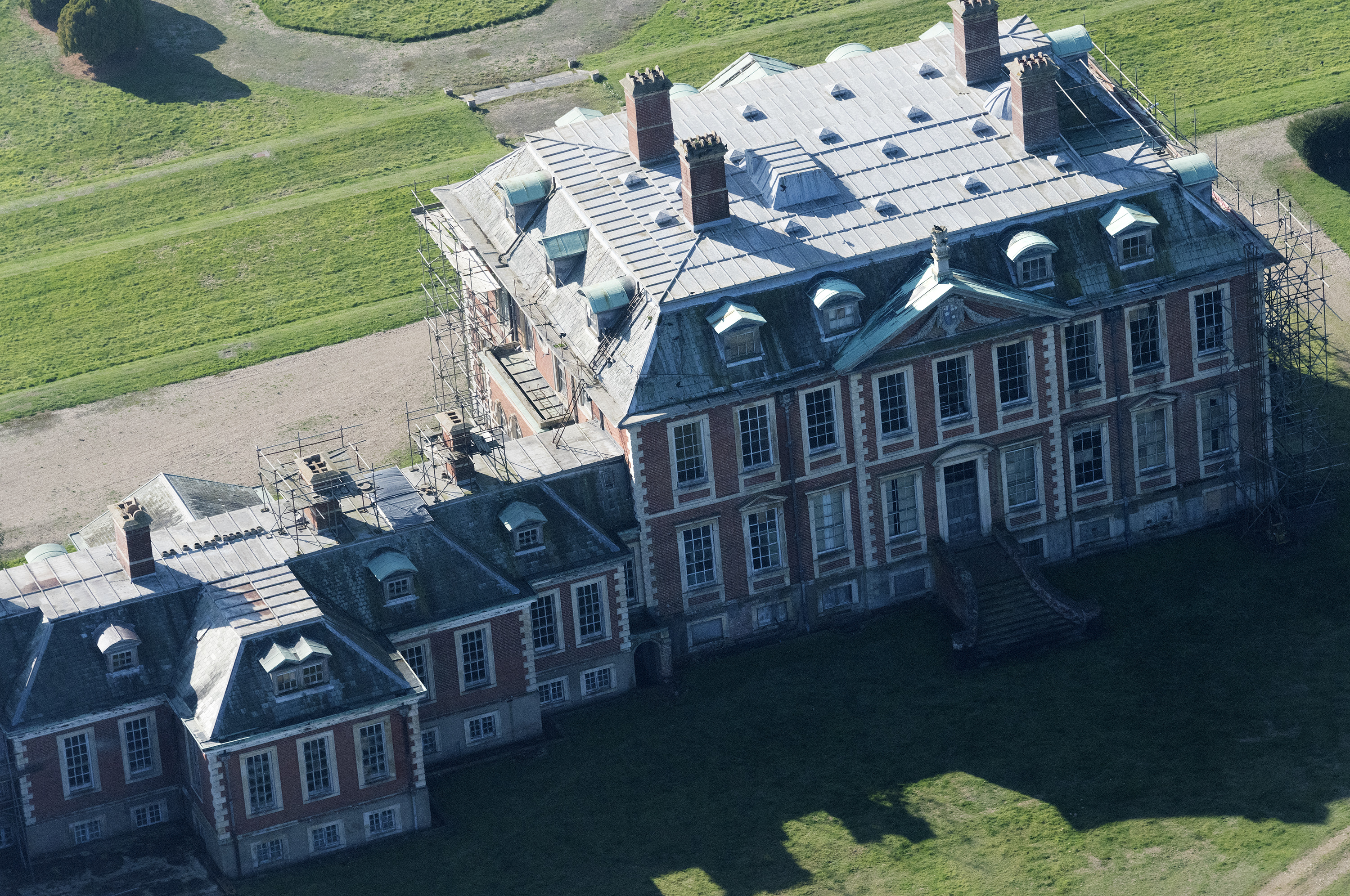
Melton Constable Hall, 2018

Die Dreharbeiten fanden im Sommer 1970 in Norfolk statt. Als Kulisse für den Film diente Melton Constable Hall im Gebiet Melton Constable.

## Synchronisation
Eine erste deutsche Synchronfassung entstand für das Kino, die zweite rund 35 Jahre später für die DVD-Ausgabe des Filmes.
| Rolle              | Schauspieler      | 1. Synchronfassung (1971) | 2. Synchronfassung (2006) |
| ------------------ | ----------------- | ------------------------- | ------------------------- |
| Marian Maudsley    | Julie Christie    | Margot Leonard            | Gabriele Libbach          |
| Ted Burgess        | Alan Bates        | Thomas Braut              | Erik Schäffler            |
| Hugh Cavanaugh     | Edward Fox        | Lothar Blumhagen          | Konstantin Graudus        |
| Mrs. Maudsley      | Margaret Leighton | Friedel Schuster          | Isabella Grothe           |
| alter Leo Colston  | Michael Redgrave  | Siegmar Schneider         | ???                       |
| Mr. Maudsley       | Michael Gough     | Friedrich Schoenfelder    | ???                       |
| junger Leo Colston | Dominic Guard     | ???                       | Lukas T. Sperber          |

## Kritiken
Bei Rotten Tomatoes fallen alle elf gelisteten Kritiken für den Film positiv aus.
Roger Ebert vergab in einer zeitgenössischen Kritik von 1971 3,5 von 4 Sternen an den Film. Er lobt die Eleganz des Filmes und die genaue Auge für Figuren und Gesellschaft, das Losey und Pinter wie bei ihren vorherigen Zusammenarbeiten beweisen würden. Einziger Kritikpunkt von Ebert sind die den Film hindurch stattfindenden Zukunftssprünge, die eher stören als etwas Signifikates beitragen würden.
Dave Kehr schreibt im Chicago Reader, der Film sei exzellent in seinen Aufnahmen, der Ausstaffierung und Darstellungen, wobei er hier vor allem Dominic Guard und Margaret Leighton hervorhebt. Ein so hohes handwerkliches Niveau könne der Lebendigkeit von Filmen manchmal den Garaus machen, aber Losey sei „in der Lage, die repressiven Implikationen des Films zu einem ausdrucksstarken Zweck zu nutzen“.

„Die Geschichte eines pubertären Traumas, ausgeweitet zu einer entlarvenden Analyse großbürgerlich-feudaler Rituale; ein nuanciert, verschlüsselt und sehr artifiziell gestalteter Film in bedrückenden Dekors, die raffiniert als Stilmittel eingesetzt sind.“

„Losey … inszenierte diese oberflächlich heitere Geschichte in straff entworfenen Sequenzen, mit raschem Erzählfluß und geschickten Schnitten als abgründige Tragikomödie. (Wertung: 3 Sterne, sehr gut)“

## Auszeichnungen
Joseph Losey gewann mit diesem Film 1971 beim Filmfestival Cannes den Hauptpreis („Grand Prix“). Der Film erhielt außerdem 1972 vier Britische Filmpreise. Zudem war Margaret Leighton für ihre Rolle als Marians Mutter für einen Oscar in der Kategorie Beste weibliche Nebendarstellerin nominiert.
Das British Film Institute wählte Der Mittler im Jahre 1999 auf Platz 57 der besten britischen Filme des 20. Jahrhunderts.